# یوسف اردبیلی
یوسف اردبیلی (۴ بهمن ۱۳۰۵ – ۸ بهمن ۱۳۹۹) از پیشگامان و مؤسسان رشتهٔ راهنمایی و مشاوره در ایران است.

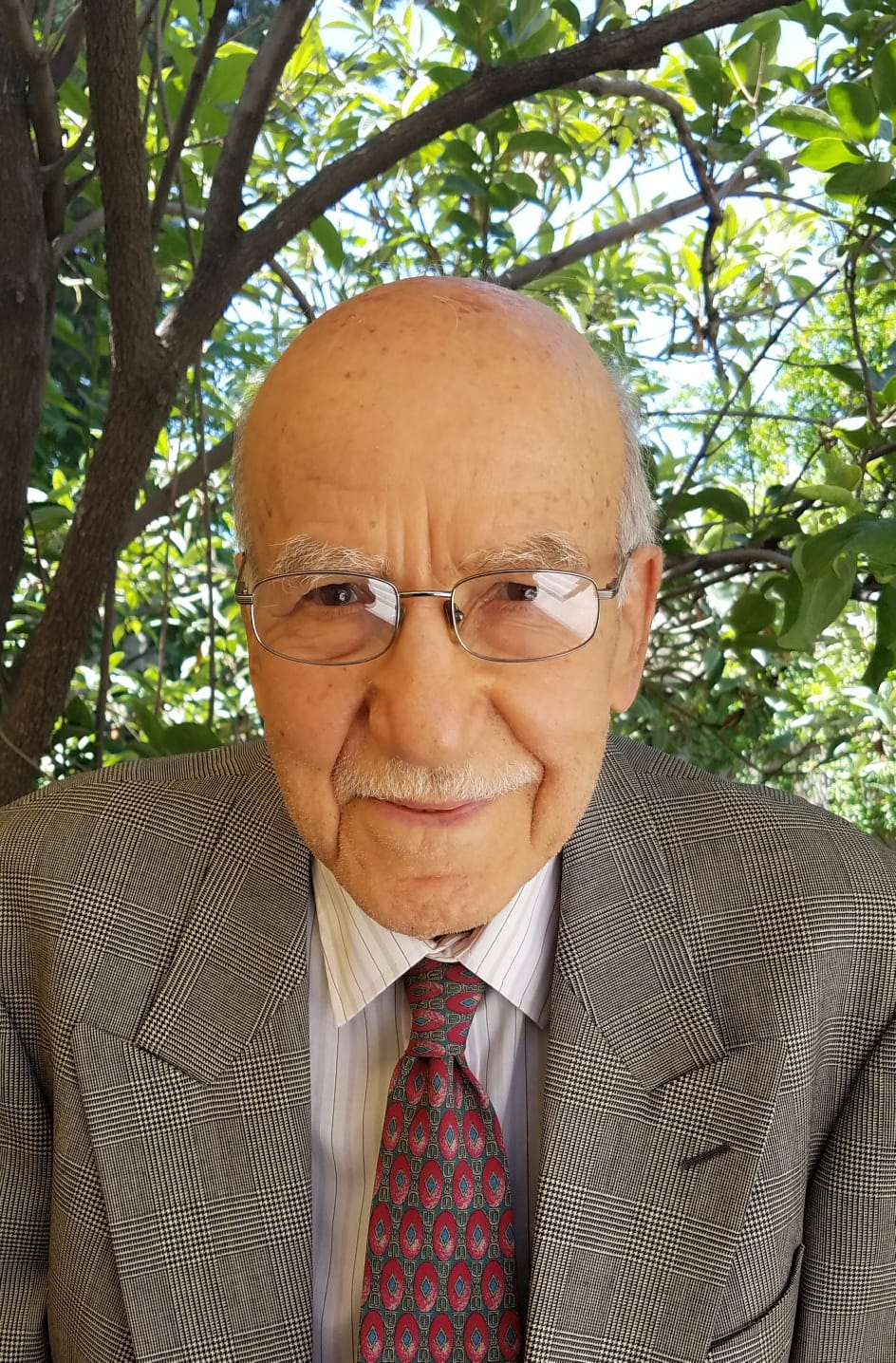

## زندگی‌نامه
او در سال ۱۳۰۵ در همدان متولد شد. پس از طی تحصیلات ابتدایی و دورهٔ اول متوسطه وارد دانشسرای مقدماتی آن شهر شد و در سال ۱۳۲۴ به اخذ دیپلم با درجهٔ ممتاز نائل گردید. به همین مناسبت از بورس تحصیلی دانشسرای عالی دانشگاه تهران استفاده نمود و در سال ۱۳۲۸ موفق به اخذ درجه لیسانس در دو رشتهٔ ادبیات و فلسفه و علوم تربیتی شد. پس از خدمت وظیفه، دوره‌های فوق لیسانس را در دانشگاه اوهایو آمریکا در سال ۱۳۴۰، و دانشکده علوم تربیتی دانشگاه تهران در سال ۱۳۴۷ با ثبت نامش در لوحه افتخار آن دانشگاه، به پایان رساند. او در سمتهای مدیریت در بخش آزمایش و استخدام سراسری ایران، هم قبل و هم بعد از انقلاب خدمت کرد. وی همچنین به مدت ۲۵ سال در دانشسرای عالی دانشگاه تهران، دانشگاه تربیت معلم، و مرکز آموزش مدیریت دولتی به تدریس پرداخت.
او چندین دهه به تحقیق و نویسندگی ادامه داد و آخرین کتاب خود را در سنّ ۸۸ سالگی منتشر نمود.

## فعالیت‌ها
باقر ثنایی ذاکر استاد مشاوره دانشگاه تربیت معلم در کتاب چشم‌انداز تاریخی و وضعیت جاری مشاوره در ایران (صفحهٔ ۱۷۲) می‌نویسد: «اساتید سرشناس دورهٔ تأسیس برنامه راهنمایی مدارس عبارت بودند از آقای یوسف اردبیلی، بدیع الزمان بیدل، رابرت یانگ و قاسم قاضی.»
محمد حسین آسوده همچنین اضافه می‌کند: «این بزرگان خدمات شایانی به نهضت مشاوره کشور نمودند.»
خبرنامهٔ انجمن مشاوره ایران سر مقالهٔ دی ماه ۱۳۸۵ این نشریه را به مصاحبه با یوسف اردبیلی اختصاص داده‌است. در مورد هدف این مصاحبهٔ ۱۱ صفحه ایی با او آمده‌است: «انجمن تصمیم گرفت با چهره‌های پیشگام راهنمایی و مشاوره در ایران، یعنی کسانی که در تأسیس و تدریس و راه اندازی این رشته نقش فعالی داشتند مصاحبه به عمل آورد.»
کتاب «اصول و فنون راهنمایی و مشاوره در آموزش و پرورش» که توسط او در سال ۱۳۴۷ برای اولین بار تألیف شده در زمرهٔ یکی از رایج‌ترین کتاب‌ها در زمینهٔ راهنمایی و مشاوره در حیطهٔ آموزش و پرورش به شکل کاربردی است.
در مورد فعالیت‌ها و آثار او، در نشریات دیگر ایران نیز با وی مصاحبه به عمل آمده‌است.
در سمینارهای مرتبط با رشتهٔ راهنمایی و مشاوره از او برای سخنرانی دعوت به عمل آمده‌است.
او از دههٔ ۱۳۴۰ کتاب‌ها و مقاله‌های متعددی در زمینه‌های مربوط به راهنمایی و مشاوره منتشر کرده‌است که بسیاری از آن‌ها در آرشیوهای علمی در ایران و حتی در خارج از ایران، از جمله کتابخانهٔ فارسی دانشگاه پرینستون، ثبت شده‌اند.
علاوه بر این رشته، او نویسندهٔ کتابهای بسیاری در زمینه‌های مختلف مرتبط با راهنمایی و مشاوره مانند روانشناسی، بازنشستگی، تیزهوشی، و ناتوانی ذهنی است.
امروزه بسیاری از کتب و مقالات نوشته شده توسط محققان رشتهٔ راهنمایی و مشاوره در ایران، هم به فارسی و هم به انگلیسی، آثار او را در لیست منابع خود ذکر می‌کنند.

او در سال ۱۳۷۸ به عنوان نفر اول برگزیدهٔ بازنشستگان و پیش‌کسوت خدمت نمونهٔ کشور ایران انتخاب و به اخذ لوح تقدیر در هفتهٔ دولت نائل گردید.

## کتابها
برخی از کتاب‌های تألیف یا ترجمه شده توسط او شامل فهرست زیر است:
- اصول و فنون راهنمایی و مشاوره در آموزش و پرورش (چاپ اول: ۱۳۴۷ – چاپ چهاردهم: انتشارت بعثت ۱۳۹۳)
- اطلاعات شغلی - جلد اول (دانشگاه تربیت معلم - ۱۳۴۸)
- اطلاعات شغلی - جلد دوم (دانشگاه تربیت معلم - ۱۳۵۲)
- تجربه‌هایی چند در سواد آموزی (سازمان پیکار با بیسوادی - ۱۳۵۰)
- مشاوره و راهنمایی در مدارس (بنگاه فرانکلین سابق و چاپ دهخدا - ۱۳۵۶)
- مهارت‌های مشاوره‌ای برای مدیران (مرکز آموزش مدیریت دولتی - ۱۳۷۱)
- راهنمایی و مشاورهٔ حرفه‌ای (انتشارت بعثت - ۱۳۷۴)
- آمار و راهنمای محاسبات آماری (انتشارت قدیانی - ۱۳۷۴)
- روانشناسی موفقیت در تحصیلات دانشگاهی (انتشارات کویر - ۱۳۷۷)
- اصول علمی تهیه، اجرا و استاندارد کردن آزمون و کاربردهای آن در راهنمایی، مشاوره و گزینش (انتشارت بعثت - ۱۳۷۷)
- روشهای ارزشیابی در بخش‌های دولتی و غیردولتی ایران (انتشارت بعثت - ۱۳۷۶)
- بازنشستگی: شناخت مسائل و مشکلات بازنشستگان و طریق مشاوره با آنان (انتشارات کویر - ۱۳۷۹)
- چشم‌اندازها - انقلاب‌های علم در قرن بیست و یکم (انتشارت ققنوس - ۱۳۸۱)
- راهنمایی و ارشاد کودکان و نوجوانان تیزهوش و مستعد (انتشارت بعثت - ۱۳۹۱)
- راهنمای کامل تعلیم و تربیت کودکان و نوجوانان ناتوان در سیزده طبقه ناتوانی (انتشارت بعثت - ۱۳۹۳)

## مقاله‌ها
برخی از مقالات تألیف یا ترجمه شده توسط او شامل فهرست زیر است:
- مشاوره و مهارتهای مشاوره‌ای برای مدیران - مجله مدیریت دولتی زمستان ۱۳۷۰ - شماره ۱۵ (ص ۴۵–۶۲)
- مشاوره چیست - مجله آموزش و پرورش (تعلیم و تربیت) آبان ۱۳۵۳ - شماره ۷۸ (ص ۱۰۵–۱۱۵)
- طرز تهیه تست - مجله آموزش و پرورش (تعلیم و تربیت) دوره سی و سوم، تیر ۱۳۴۲ - شماره ۵ (ص ۲۹–۳۴)
- تست: تعریف تست و انواع آن - مجله آموزش و پرورش (تعلیم و تربیت) دوره سی و سوم، خرداد ۱۳۴۲ - شماره ۴ (ص ۴۵–۴۹)
- بازنشستگی و روانشناسی بازنشستگان - مجله مدیریت دولتی زمستان ۱۳۷۴ - شمارهٔ ۳۱ (ص ۵۳–۶۸)
- بنیانگذاران فلسفه پراگماتیسم (اصالت عمل) - مجله آموزش و پرورش (تعلیم و تربیت) دورهٔ سی و نهم، دی ۱۳۴۸ - شماره ۴ (ص ۱۹–۲۵)
- تست: شرایط و صفات اساسی تست - مجله آموزش و پرورش (تعلیم و تربیت) دورهٔ سی و سوم، شهریور ۱۳۴۲ - شماره ۷ (ص ۳۹–۴۷)
- تست: شرائط اساسی تست - مجله آموزش و پرورش (تعلیم و تربیت) دورهٔ سی و سوم، مرداد ۱۳۴۲ - شماره ۶ (ص ۴۰–۴۳)